# Моче

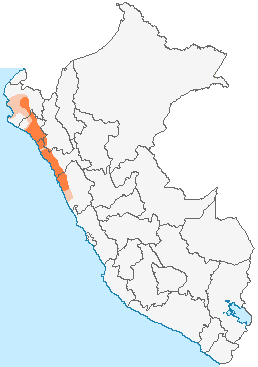
Владения мочика в Перу

Мочи́ка, или моче, — доколумбова культура в Южной Америке, существовавшая с I века по VIII век на побережье Перу. Как и у культуры чиму, являвшейся преемницей мочика, её центр располагался в районе нынешнего города Трухильо, позднее Пампа-Гранде. Южнее моче жили носители культуры наска.
Сегодня моче известны как создатели самых изысканных произведений искусства доколумбовой Америки. Гончарные изделия и керамика моче часто украшены детально проработанными реалистичными лицами и позволяют получить детальное представление о воинах моче и иных ее представителях.

## Культура

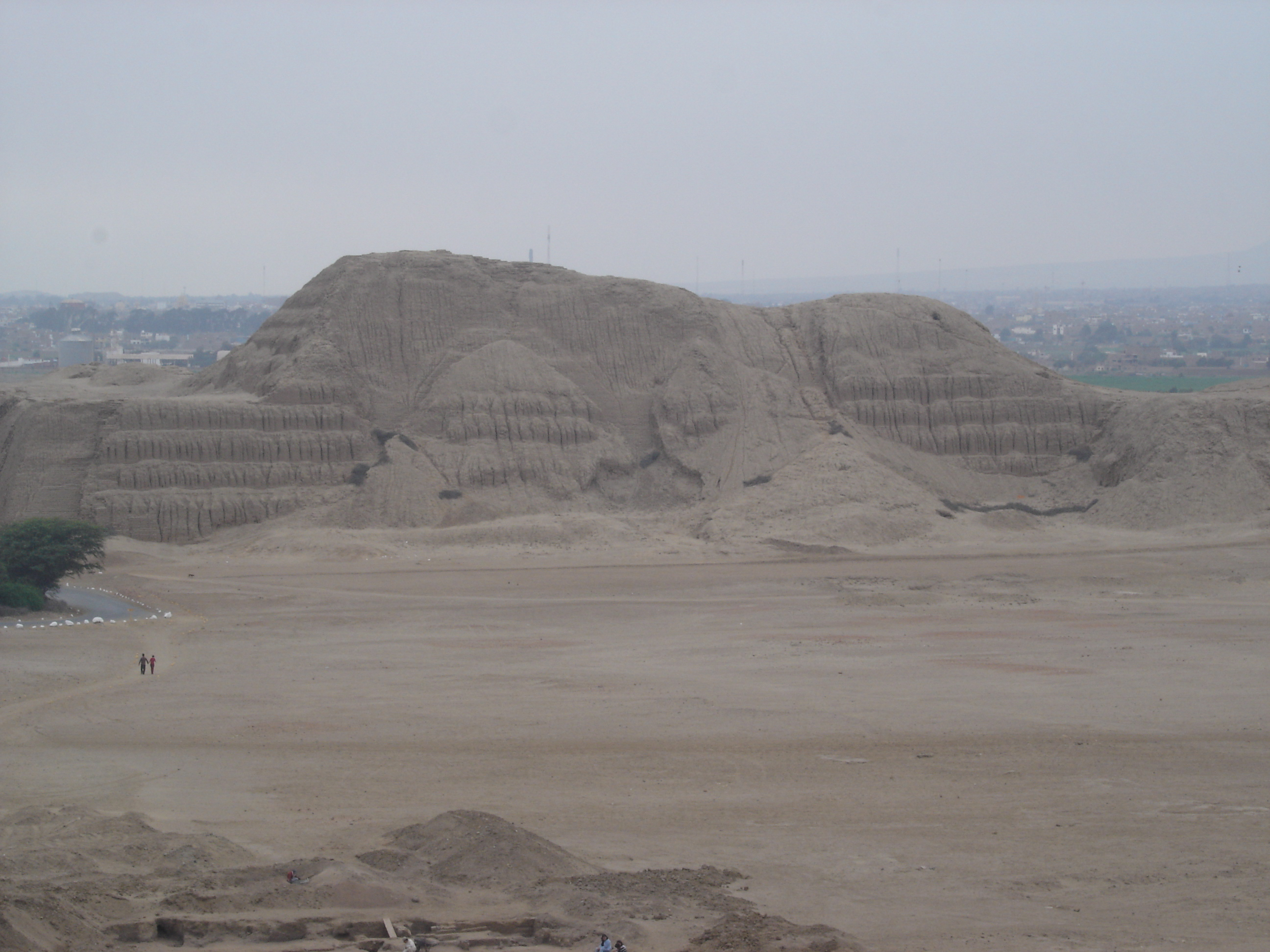
Солнечная пирамида

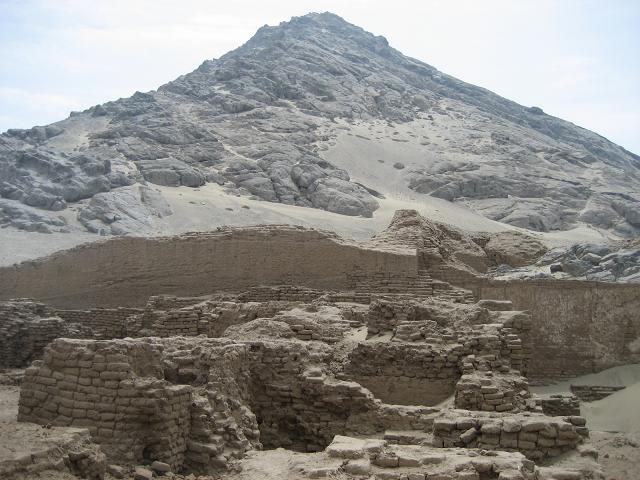
Лунная пирамида

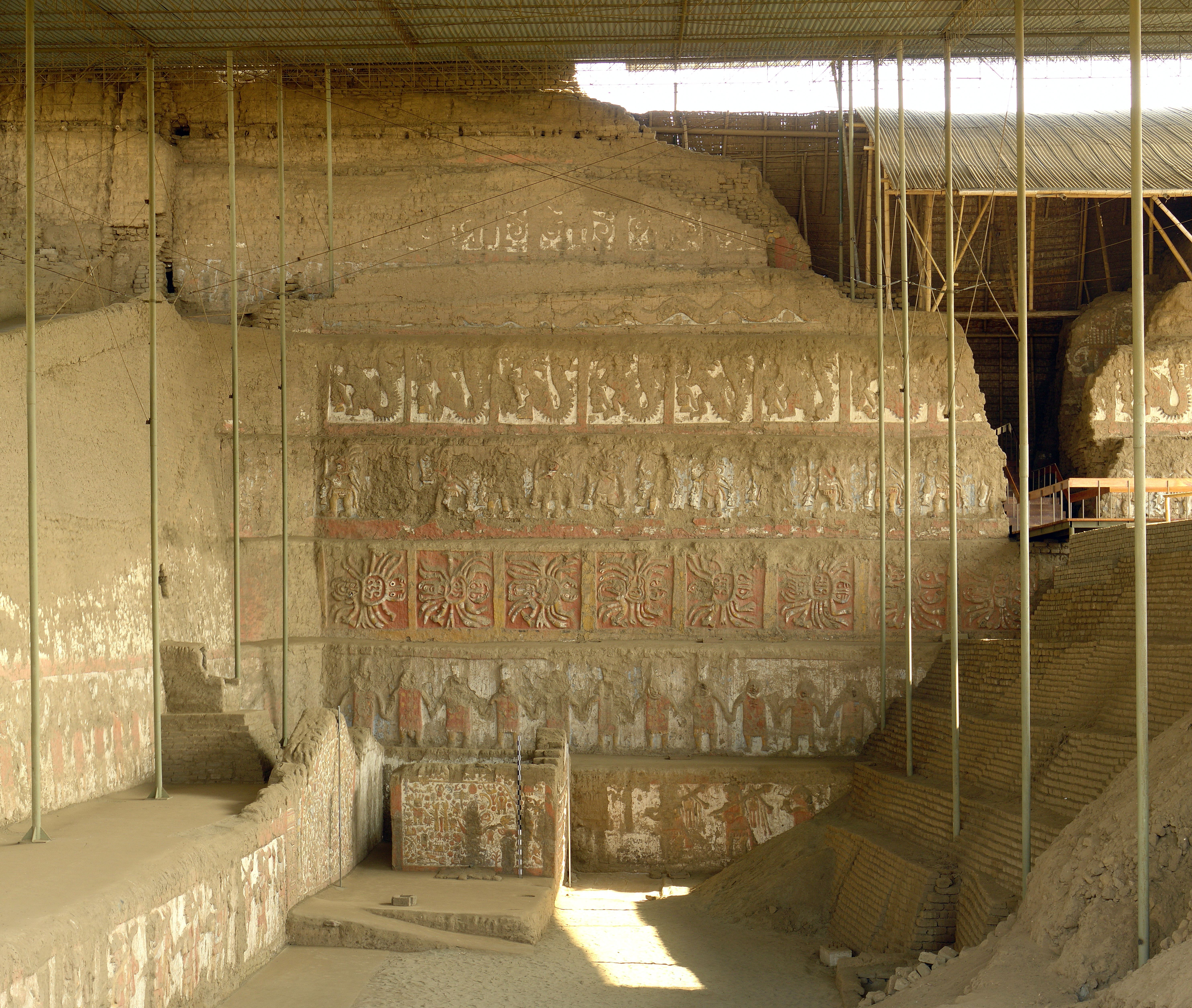
Храм Луны (настенные росписи)

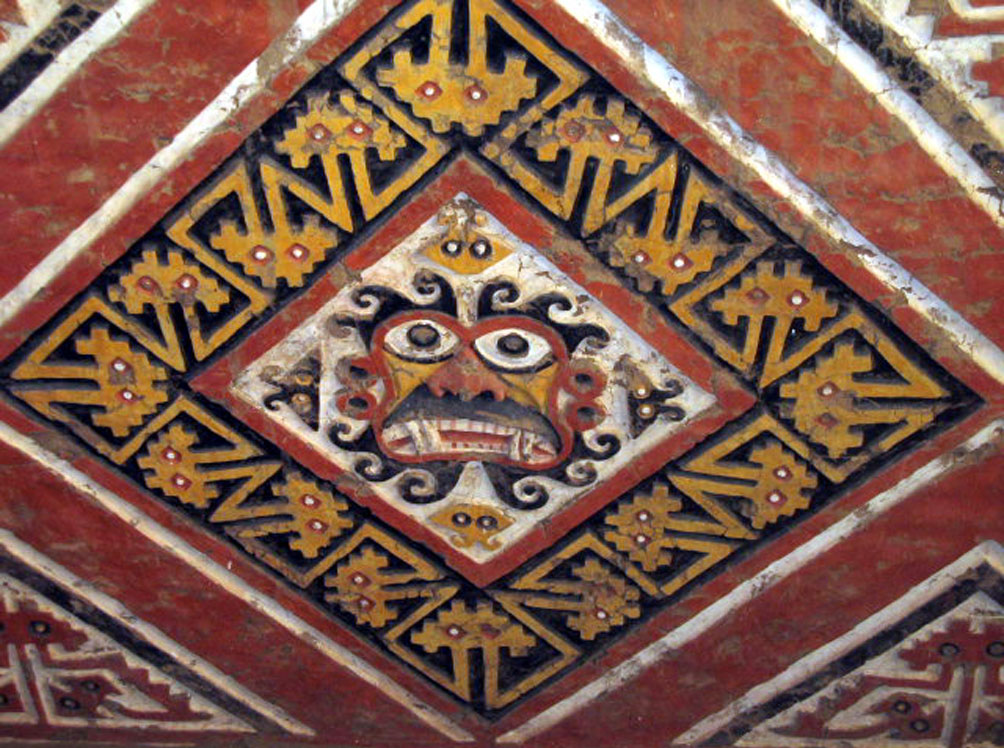
Храм Луны (настенная роспись «Отсекающий голову»)

Культура мочика вошла во всемирную историю как создательница уникальной, не имеющей аналогов в мире, потрясающей керамики-письменности.
Мочика населяли одиннадцать долин в засушливой прибрежной полосе северного Перу. Будучи земледельцами, они соорудили разветвлённую сеть оросительных каналов, удобряли землю с помощью гуано и выращивали кукурузу и фасоль. В орошённых долинах образовались независимые города с собственными правителями и священнослужителями. Мочика оставили после себя Солнечную пирамиду (исп. Huaca del Sol) и Лунную пирамиду (Huaca de la Luna) — крупнейшие строения, когда-либо возведённые в древней Южной Америке. У мочика ещё не было собственной письменности, однако сохранившиеся пиктографические изображения позволяют восстановить живую картину их цивилизации. 

### Ремёсла
У мочика были высоко развиты ремесла, одним из которых была обработка металлов. Помимо золота и серебра, они умели обрабатывать медь. Им были известны способы изготовления различных медных сплавов, в том числе томпака. Они владели техникой нанесения золота на медные поверхности. В целом, по технологиям культура мочика была сопоставима с медным и бронзовым веком в Европе и на Ближнем Востоке. Высокоразвитым ремеслом была и керамика, отличавшаяся особенно приближенными к реальным формам изделиями. Весьма часто встречаются сосуды в форме эротических фигур и изображения гетеросексуального анального секса.

### Жертвоприношения
При раскопках подтверждается, что у мочика существовали кровавые ритуалы. После изучения многих скелетов учёные пришли к выводу, что они были принесены в жертву богам, по-видимому, чтобы просить их о дождях, которые в этом регионе крайне редки. Также есть доказательства, что в культуре мочика высокие позиции занимали женщины. К примеру, на сохранившихся изображениях чаши с кровью жертв правителю подают именно они. Вопрос, кем были жертвы, является предметом споров среди ученых. По одной версии, они были проигравшими в ритуальных поединках среди элиты, по другой — пленными в вооруженных конфликтах с соседними племенами и городами-государствами. Существует теория, что закат культуры мочика был вызван именно религиозной ожесточённостью. Мочика вкладывали слишком много сил и ресурсов в свои ритуалы и приносили в жертву, как правило, молодых и продуктивных членов общества. Жертвуя своей молодежью, мочика сами лишали себя будущего.

## Палеогенетика
У представителей культуры Мочика определили митохондриальные гаплогруппы C1, D1 и D2.

## Археологические находки

### Сипанский владыка
У посёлка Уака-Рахада в феврале 1987 года было обнаружено сохранившееся и неразграбленное захоронение. В нём покоился правитель, живший в III веке, а также вся его придворная свита. Сам правитель был погребён вместе со своими наложницами и другими подданными, принесёнными в жертву после его смерти. В правой руке он держал золотой скипетр, а на саркофаге у его ног были изображены побеждённые и подчинённые враги. Украшения на голове и в ушах служили видимыми атрибутами его власти. Погребение известно как Сипанский правитель или Сипанский господин.

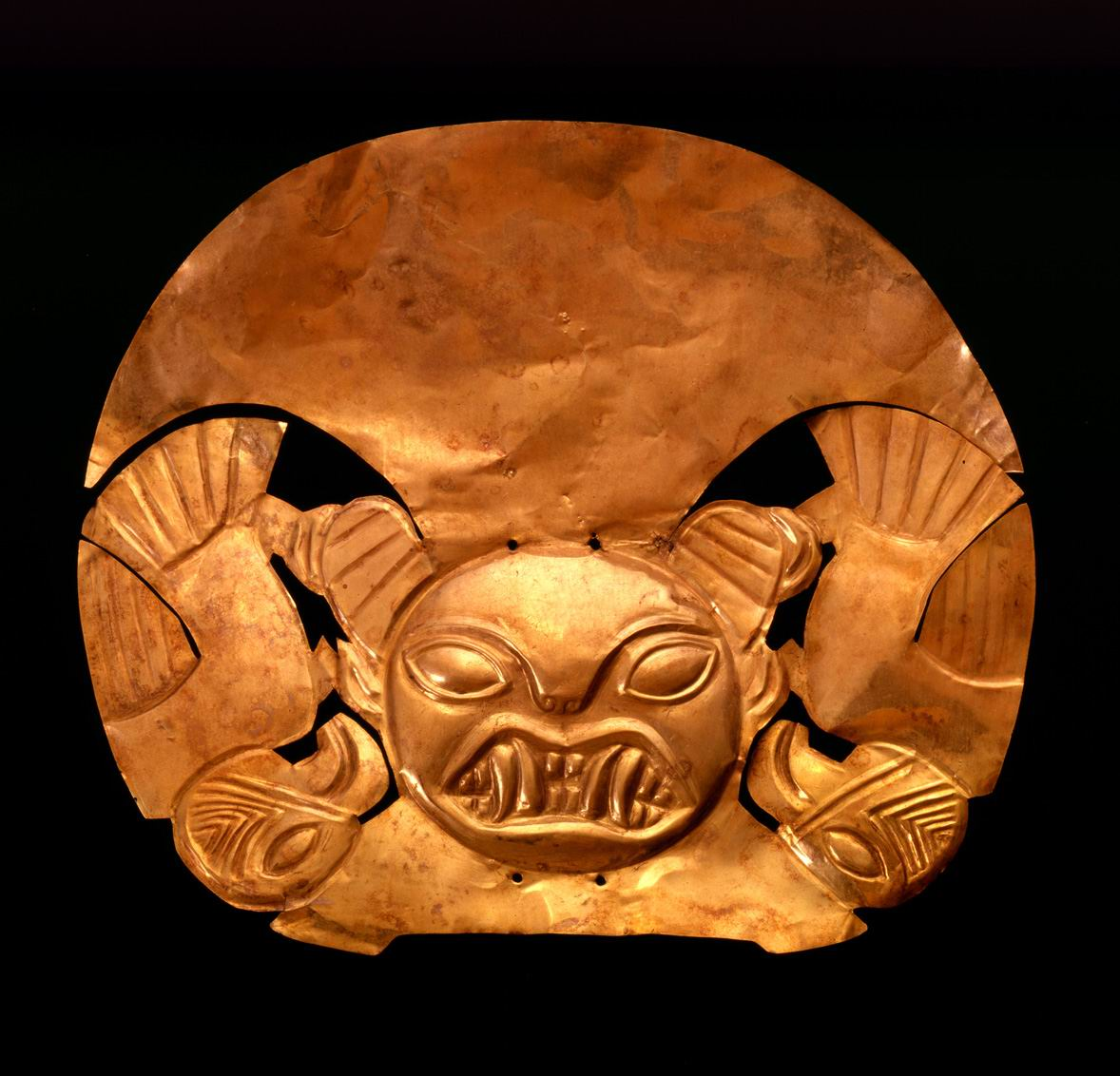
Маска культуры Мочика (музей Ларко)
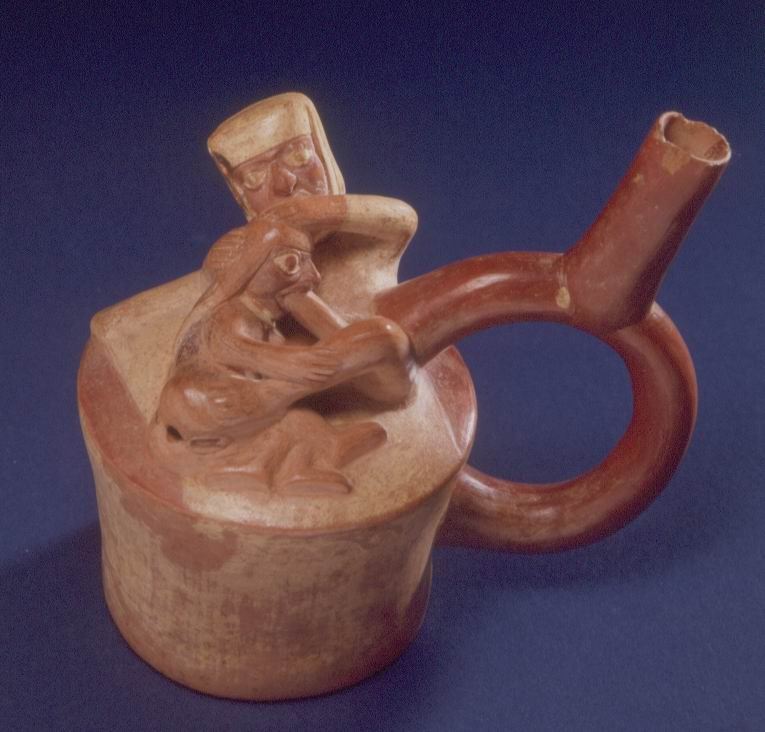
Сосуд с изображением фелляции
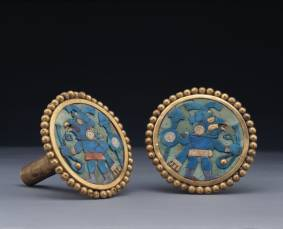
Ушные украшения, музей в г. Лима, Перу
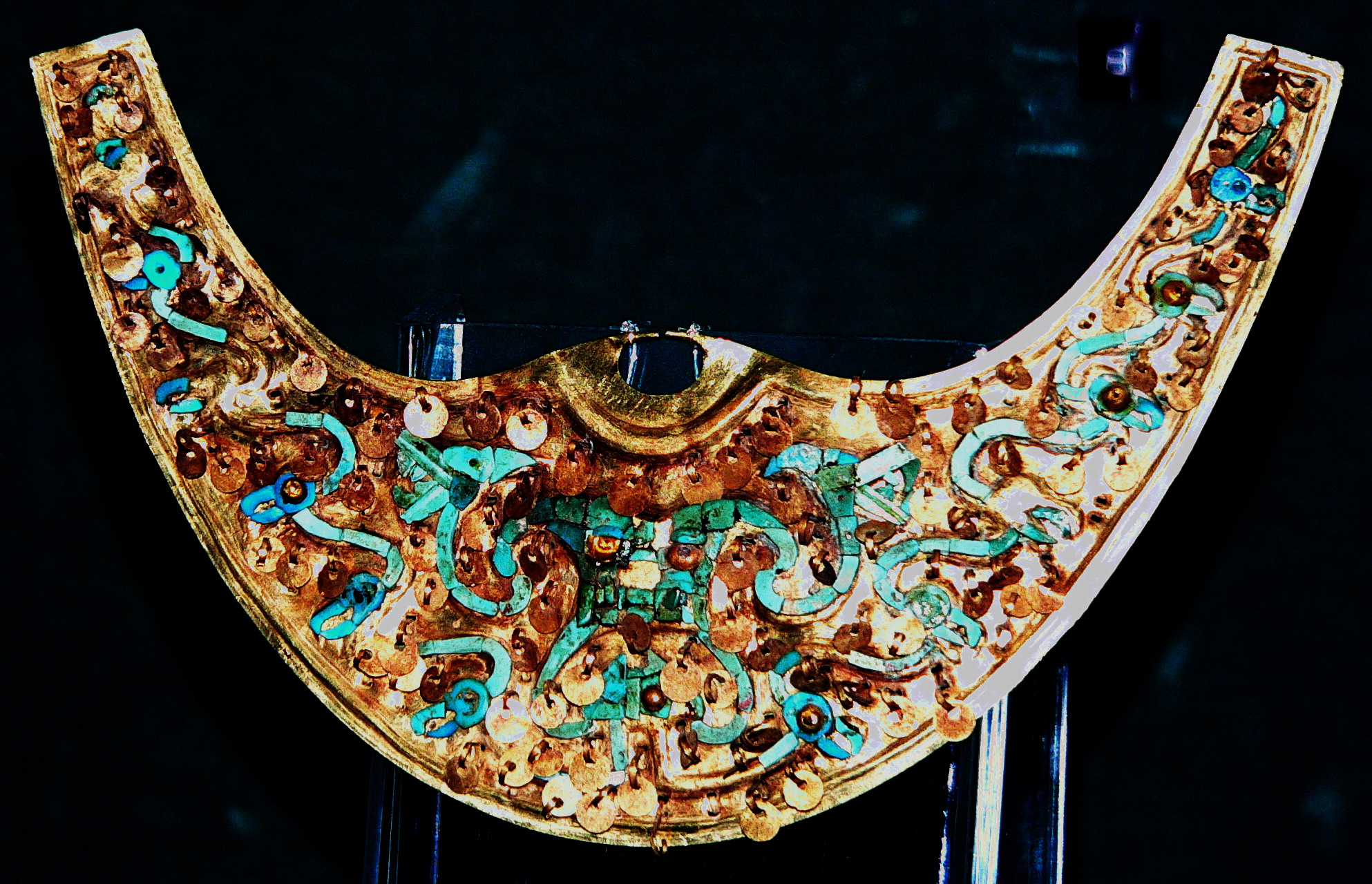
Золотое носовое кольцо, инкрустированное бирюзой и хризоколлом. Культура: Моче (200—850 н.э.)
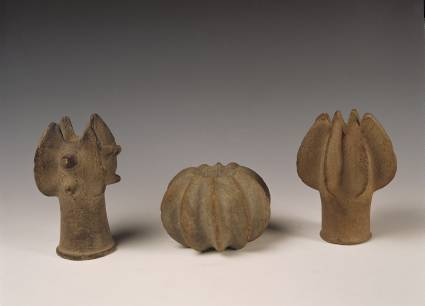
Каменные навершия многолопастных булав культуры Мочика

## История
Цивилизация мочика процветала с начала нашей эры до 850 года и получила свое название в честь реки Моче на севере Перу, в устье которой находилась их столица (слово «мочика» археолог-любитель Рафаэль Ларко вывел из названия языка). Расцвет этой культуры пришел на 300 — 600 года н.э. В то время эта народность, насчитывавшая около миллиона человек, проживала близ Тихого океана, на территории нынешней северной части Перу. 
Местное население занималось охотой, сельским хозяйством, рыбной ловлей, различными ремеслами, а также поливным земледелием, для чего создавало оросительные системы. 
Сначала воинственные моче, обитавшие в долине маловодной реки Моче, распространили свое влияние на долину реки Чикама, а уже потом, опираясь на ресурсы двух долин, поочередно разгромили всех соседей и установили свой контроль над североперуанским побережьем от возвышенности Сьерра-Бланко, в районе реки Пакасмайо на севере, до реки Непенья на юге. Под властью моче оказалась территория в 20 тыс. км², где проживали в то время 250—300 тыс. человек. Центром новообразованного государства, владения которого протянулись с севера на юг на 1500 км, стал город Моче. Мощными городскими центрами были также соседние с Моче поселения Галиндо, Уанкако (долина р. Веру), Пампа-де-Лос-Инкас (долина реки Санте) и Паньямарка (долина реки Непенья). В дальнейшем моче постоянно вели войны с соседними племенами. 

### Исчезновение культуры
Сделанные до сих пор находки обрываются на VII веке. Гибель племени была обусловлена природными катаклизмами. Исследователи высокогорных ледников выяснили, что во второй половине первого века сначала несколько лет подряд был непрекращающийся сезон дождей, потом, тоже в течение нескольких лет, — засуха. По некоторым предположениям, несколько так называемых явлений Эль-Ниньо на протяжении 30 лет привели к очень сильным дождям и разрушению оросительной инфраструктуры и глиняных домов мочика. После этого на севере Перу имела место длительная засуха, которая заставила мочика покинуть крупные города и переселиться в меньшие селения в глубине континента, так как в регионе существенно уменьшились ресурсы плодородных почв. Не исключено, что в эту эпоху дело дошло до междоусобиц за оставшиеся продовольственные и водные ресурсы. В этот же период произошло несколько сильных и достаточно разрушительных землетрясений. В результате моче вынуждены были покинуть прежнюю столицу и перенести свой политико-религиозный центр значительно дальше на север, в Пампа-Гранде. В VII веке цивилизация мочика приходит в окончательный упадок, южные долины выходят из-под ее власти. Крах государства моче датируют концом VIII века.

## Этническая принадлежность
В царстве Моче говорили на вымершем языке «мочика» («мучик») чимуанской семьи, исчезнувшем в начале XX века. На диалекте этого же языка (по другой версии, самостоятельном языке) — «кингнам», который вымер в конце XVIII века, — говорили представители более поздней культуры Чиму. Из языка кингнам известен только десяток слов, из мучика — значительно больше, поскольку в 1644 году в Лиме была опубликована его грамматика. 
Предполагается, что родственным мочика был также народ каньяри, покорённый инками.
Предполагается, что от культуры мочика произошла, или как минимум испытала её сильное влияние, более поздняя и высокоразвитая Сиканская культура, а также культура Чиму.

## Керамика культуры Моче

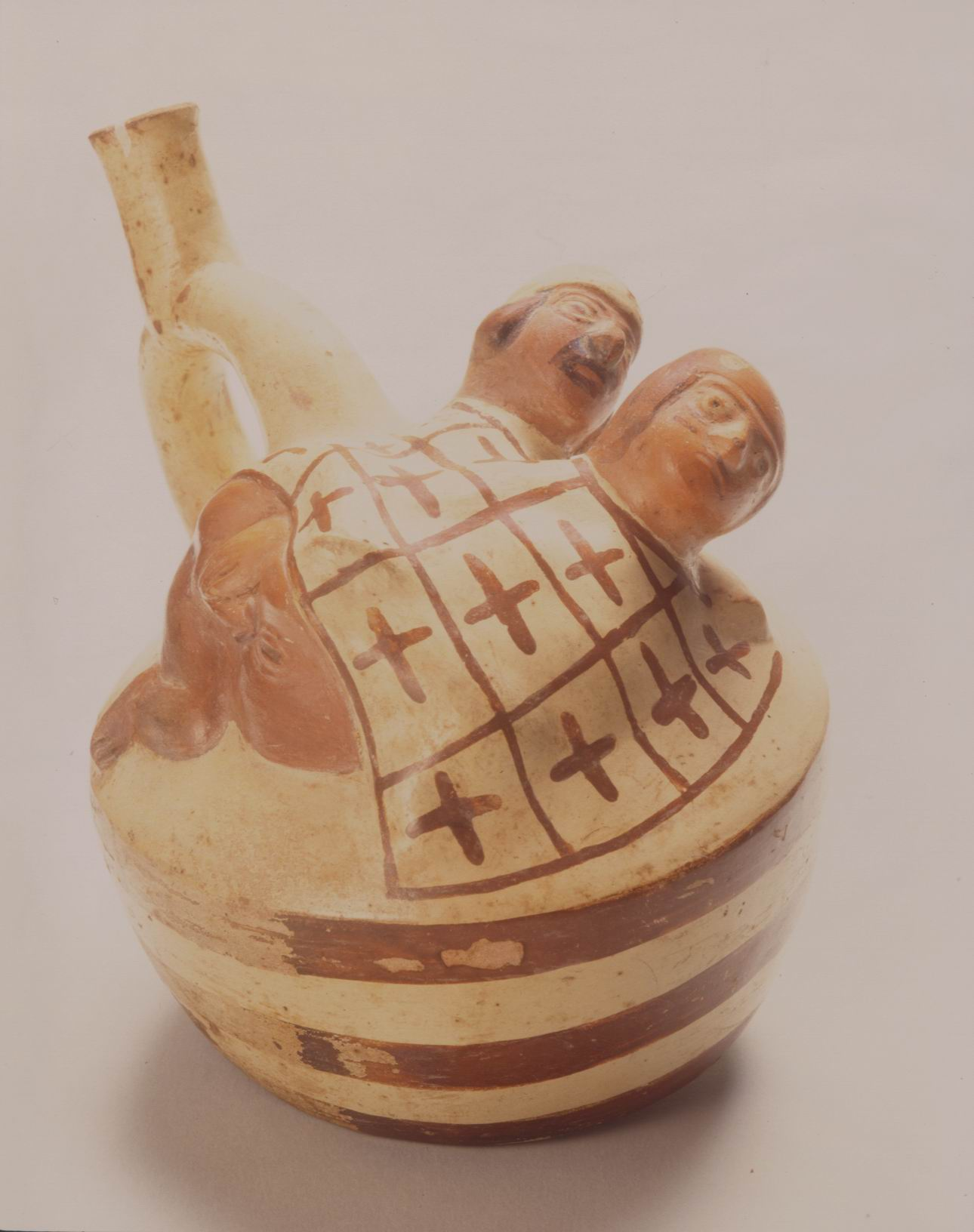
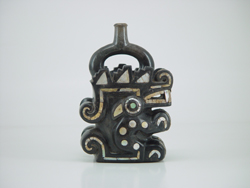
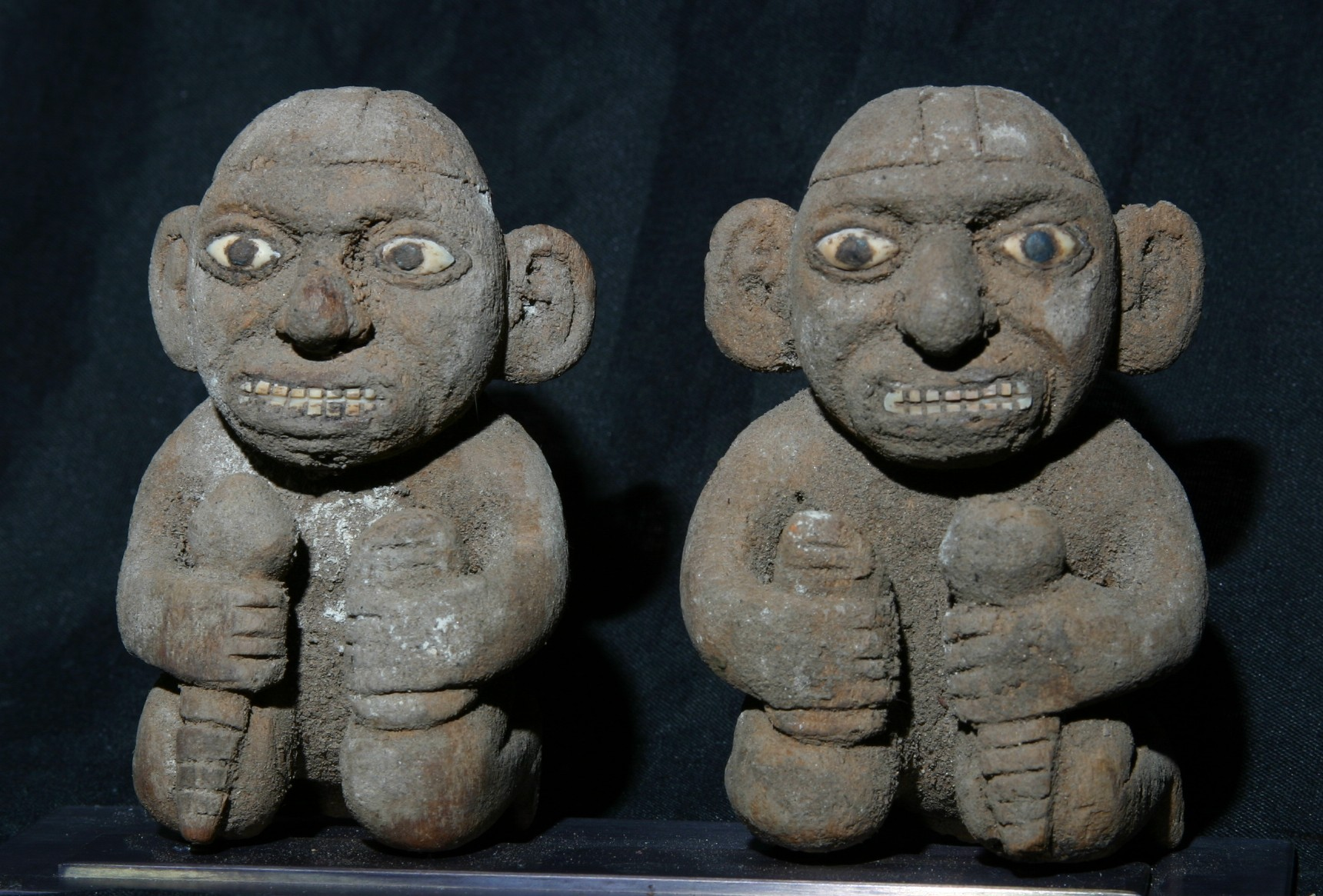
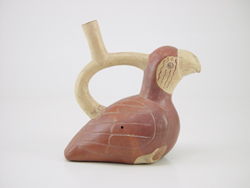
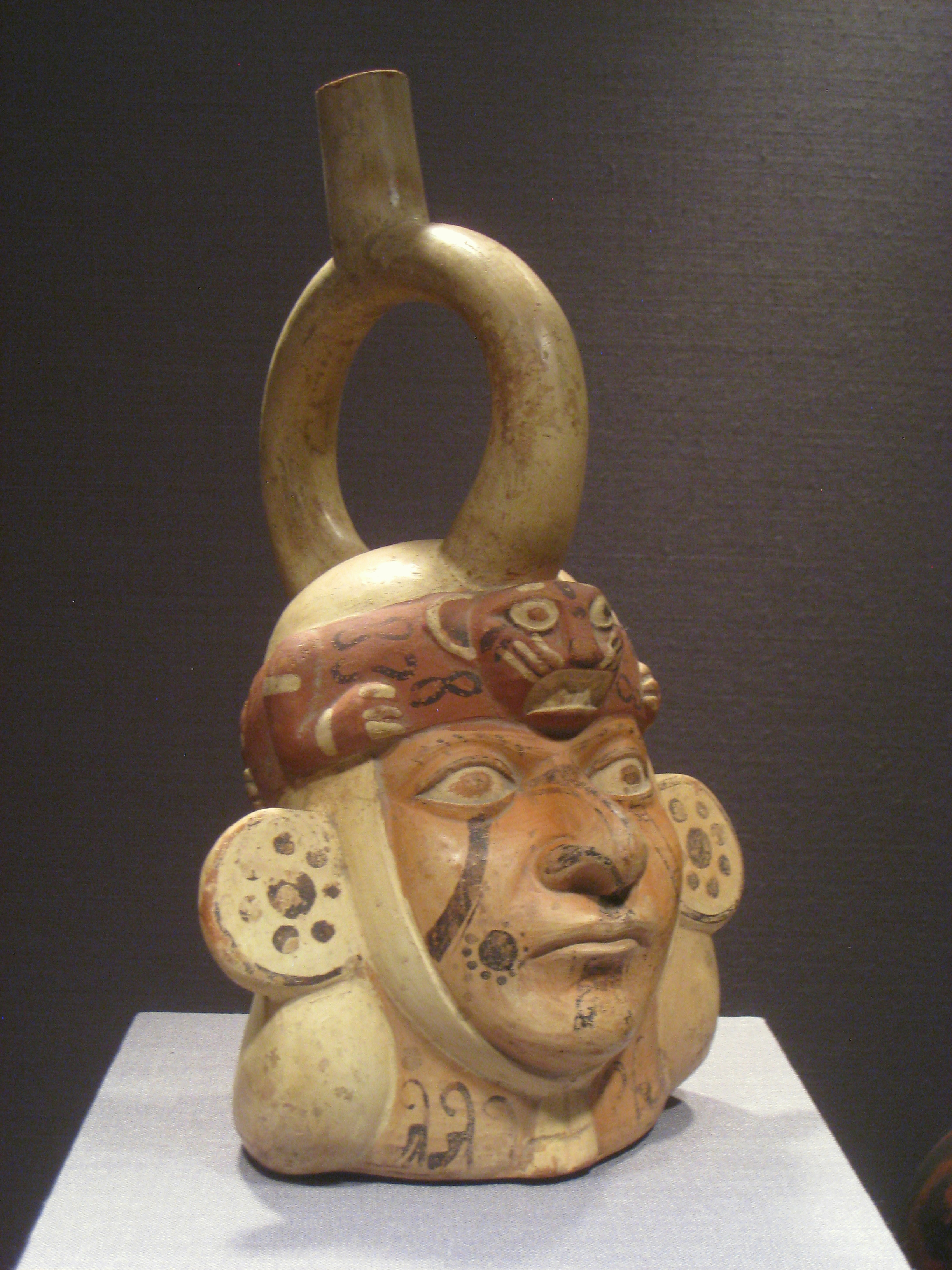
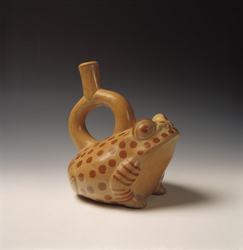
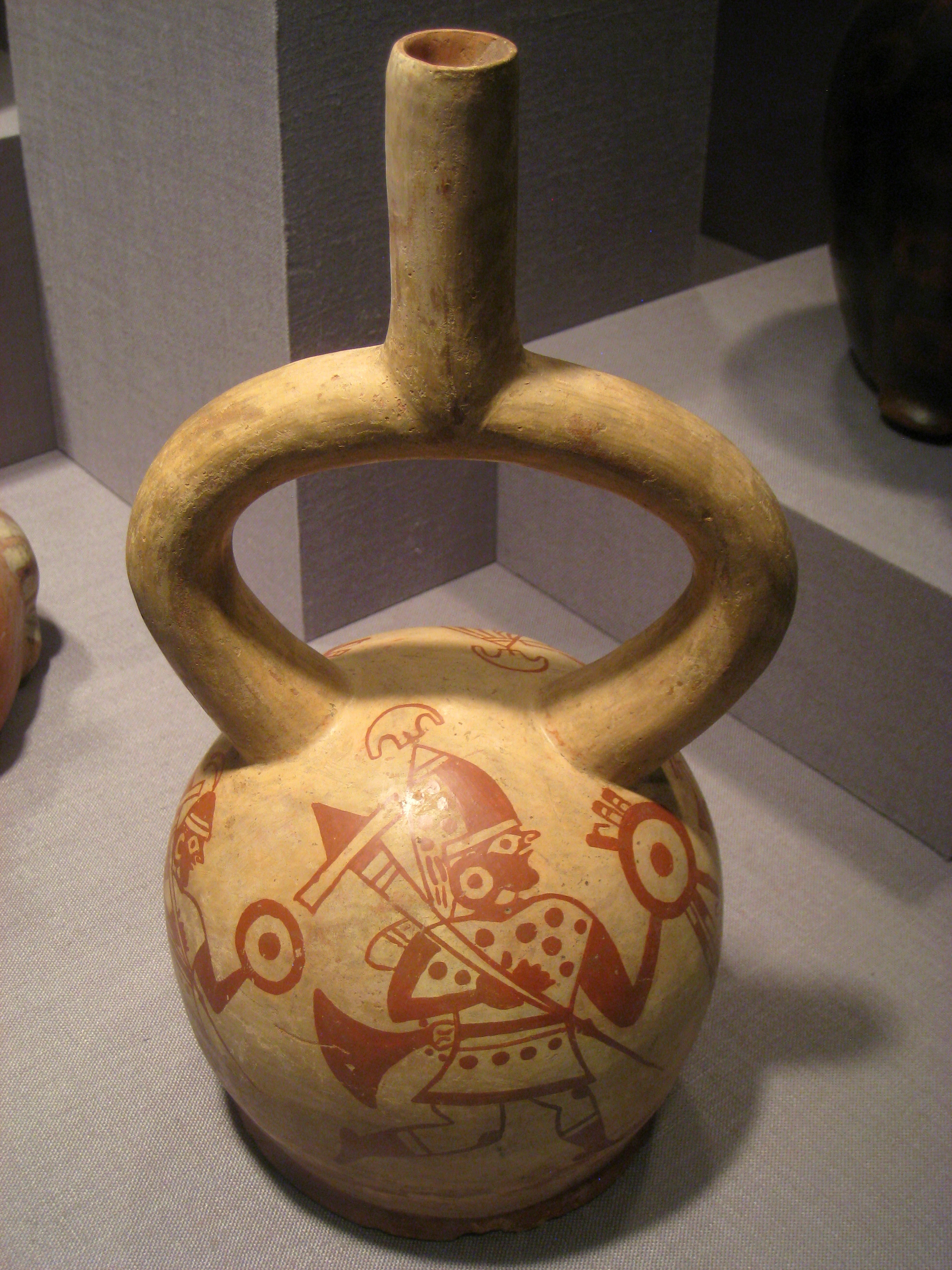
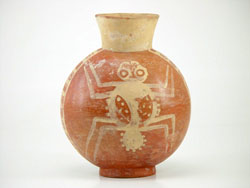
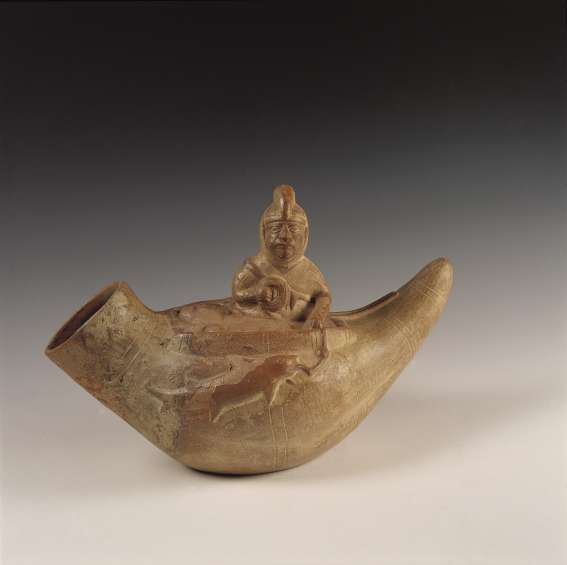
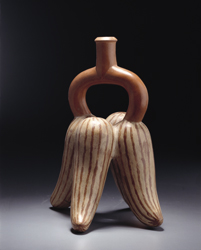
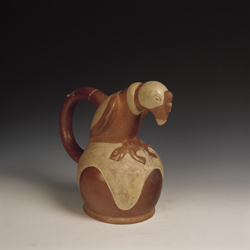
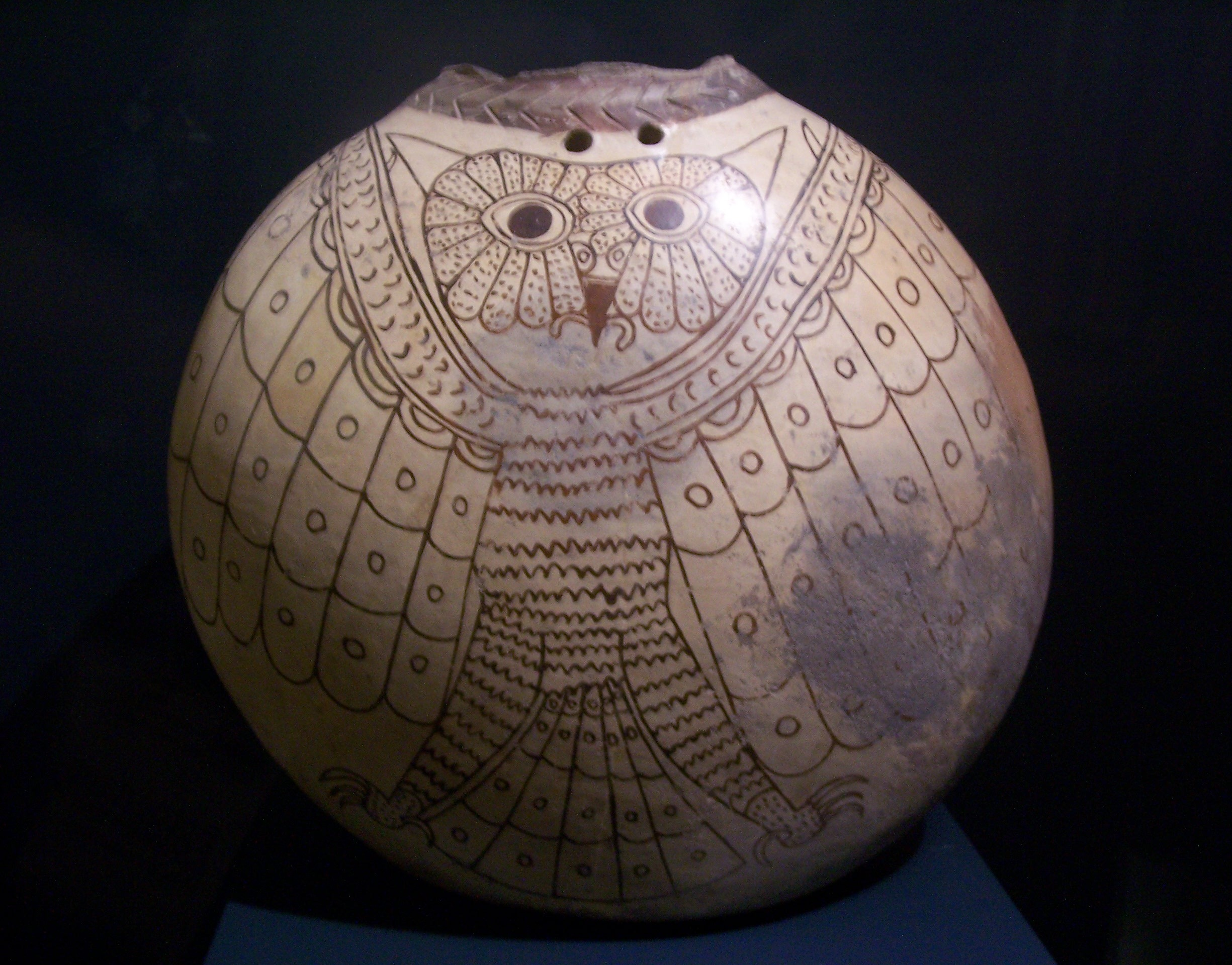
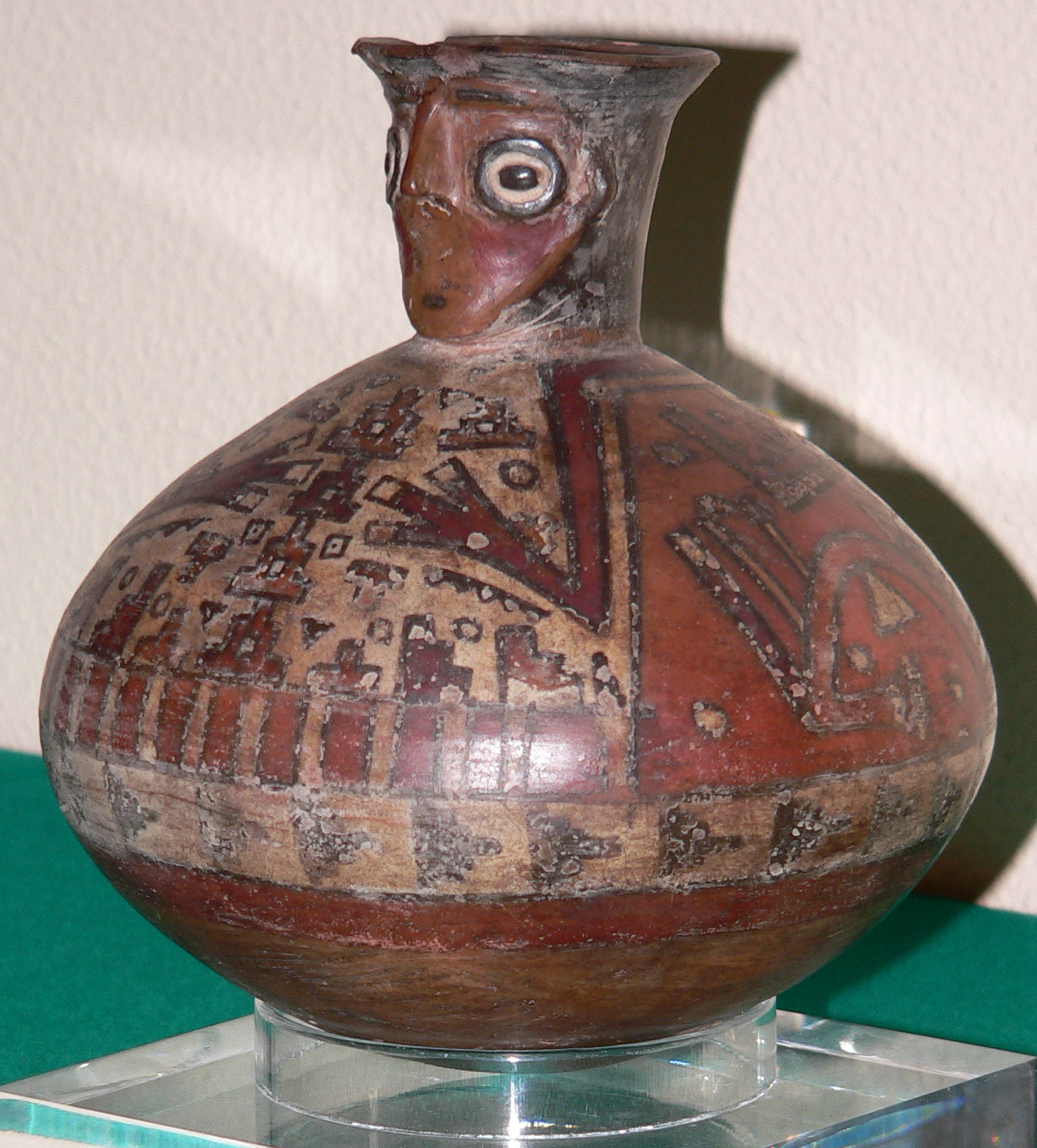
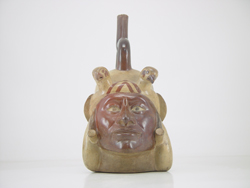
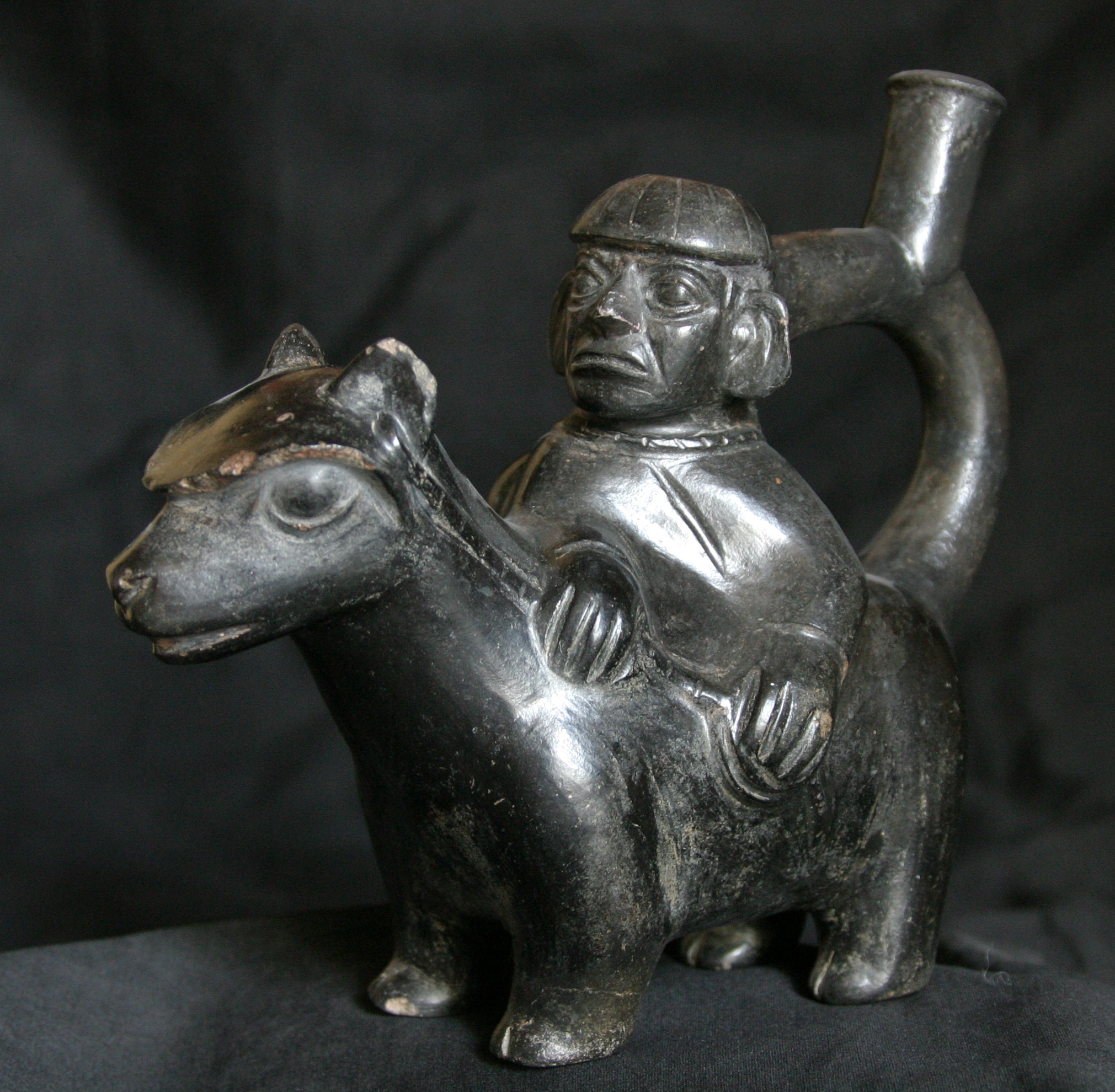
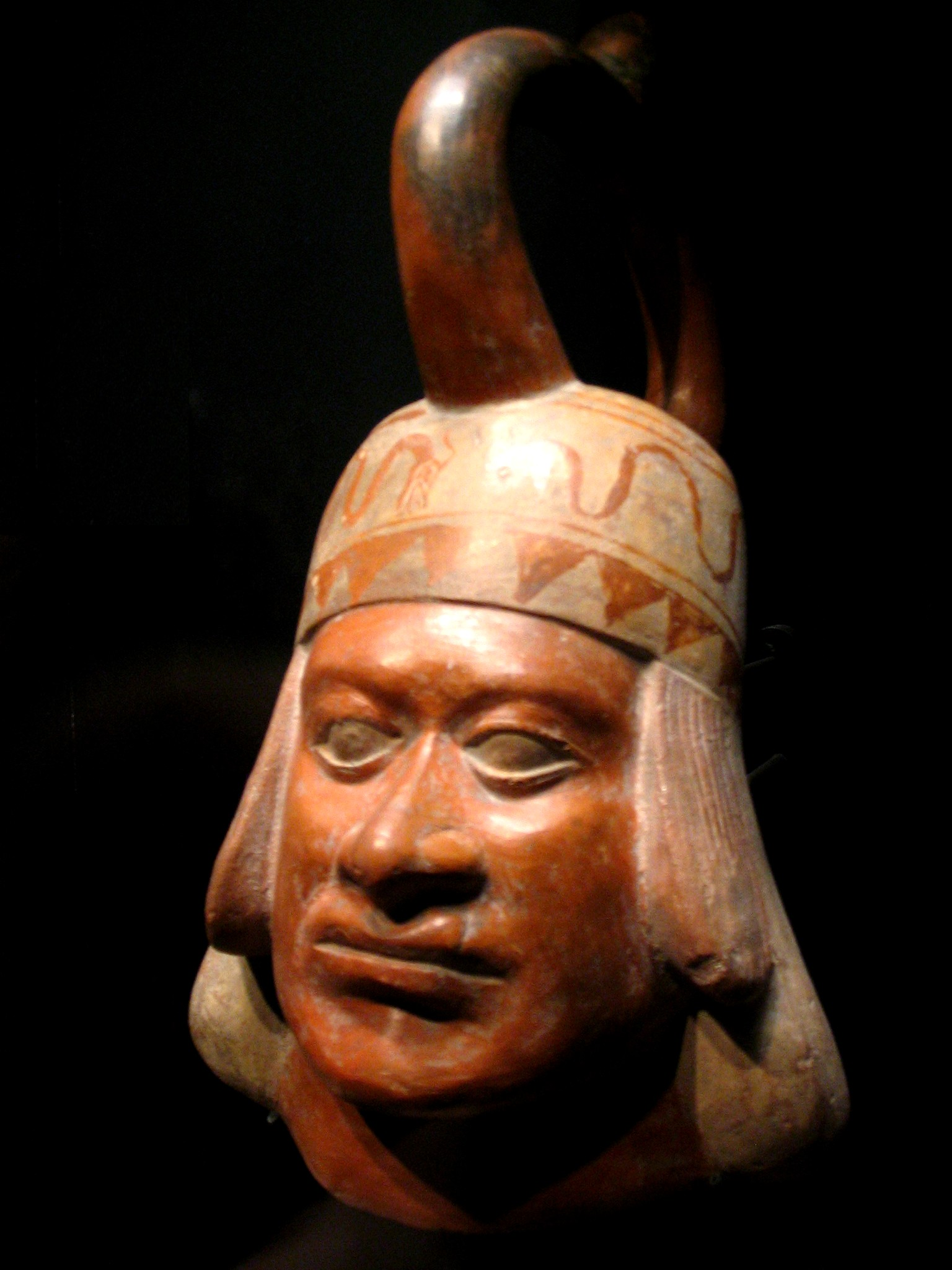
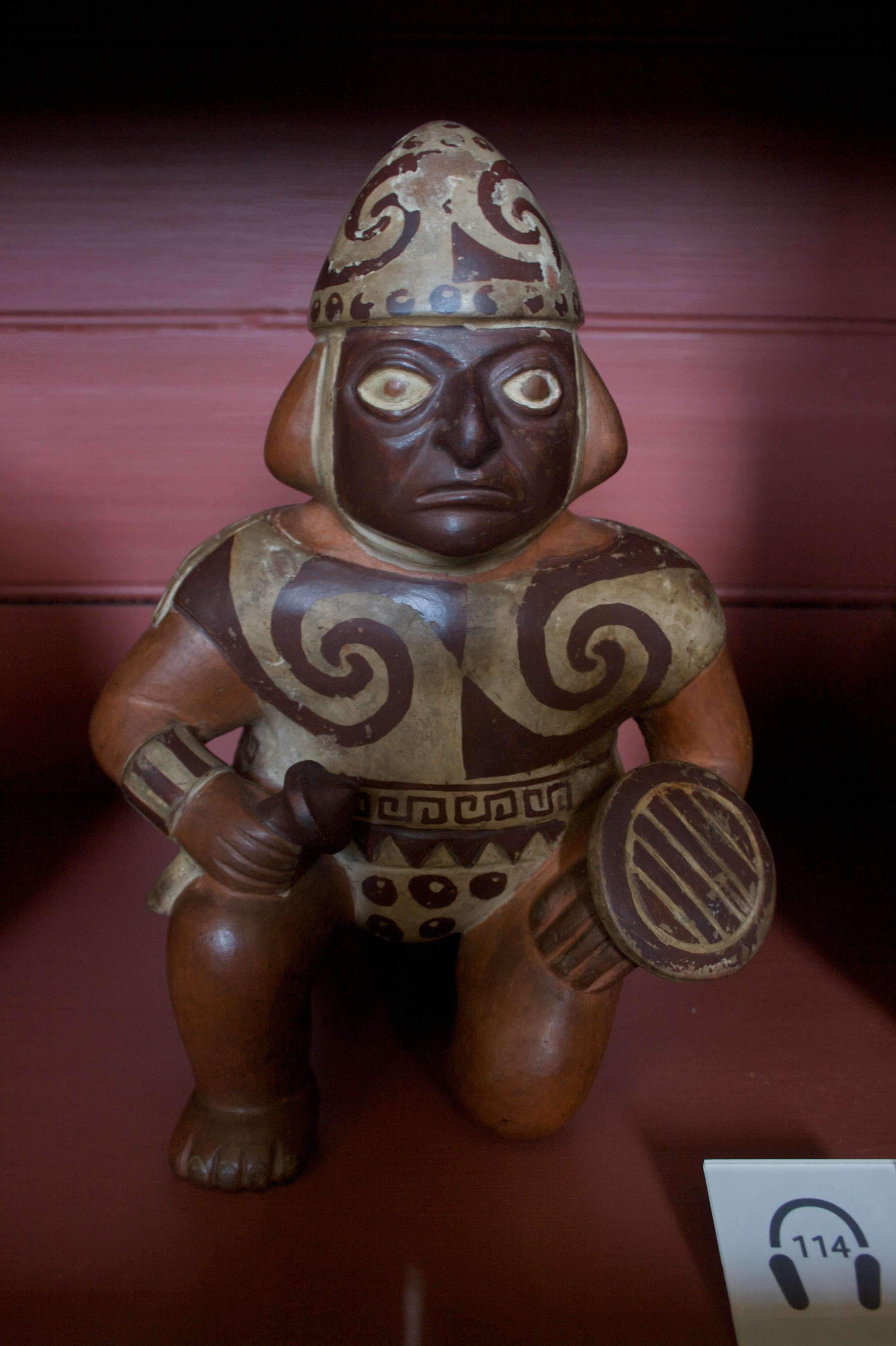
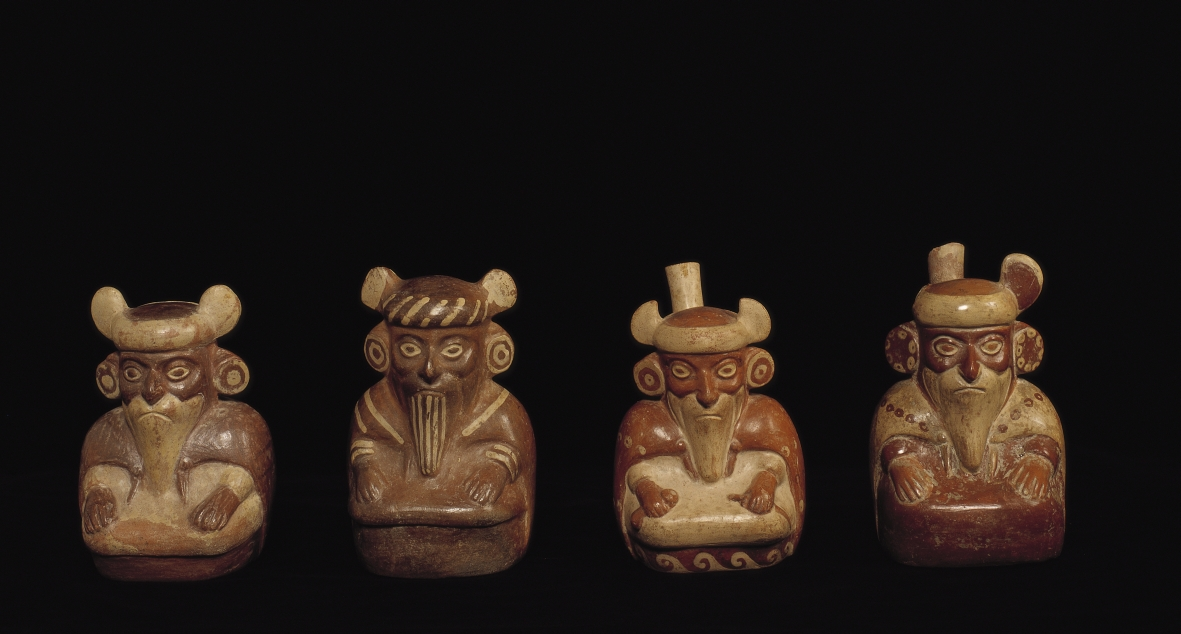
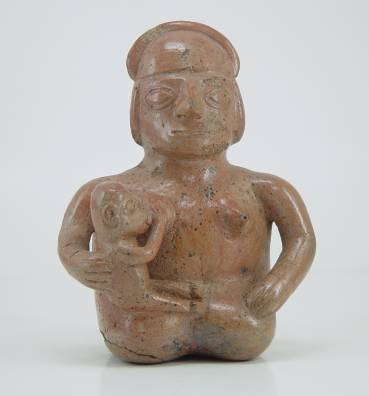
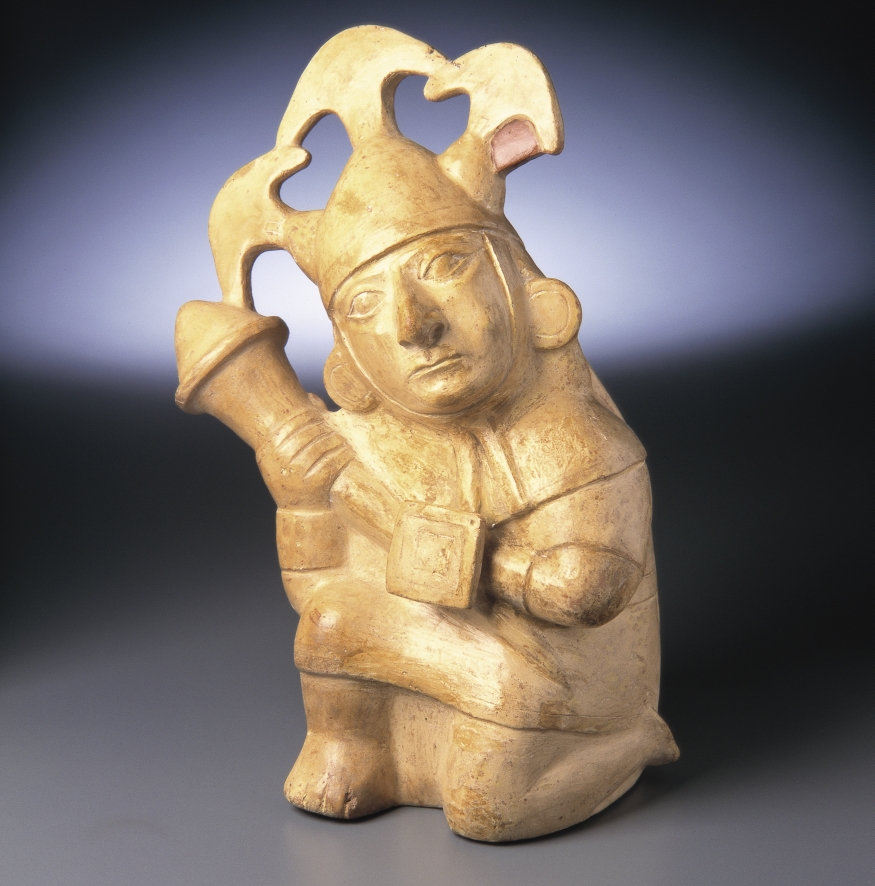
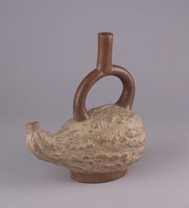

## Маски культуры Моче

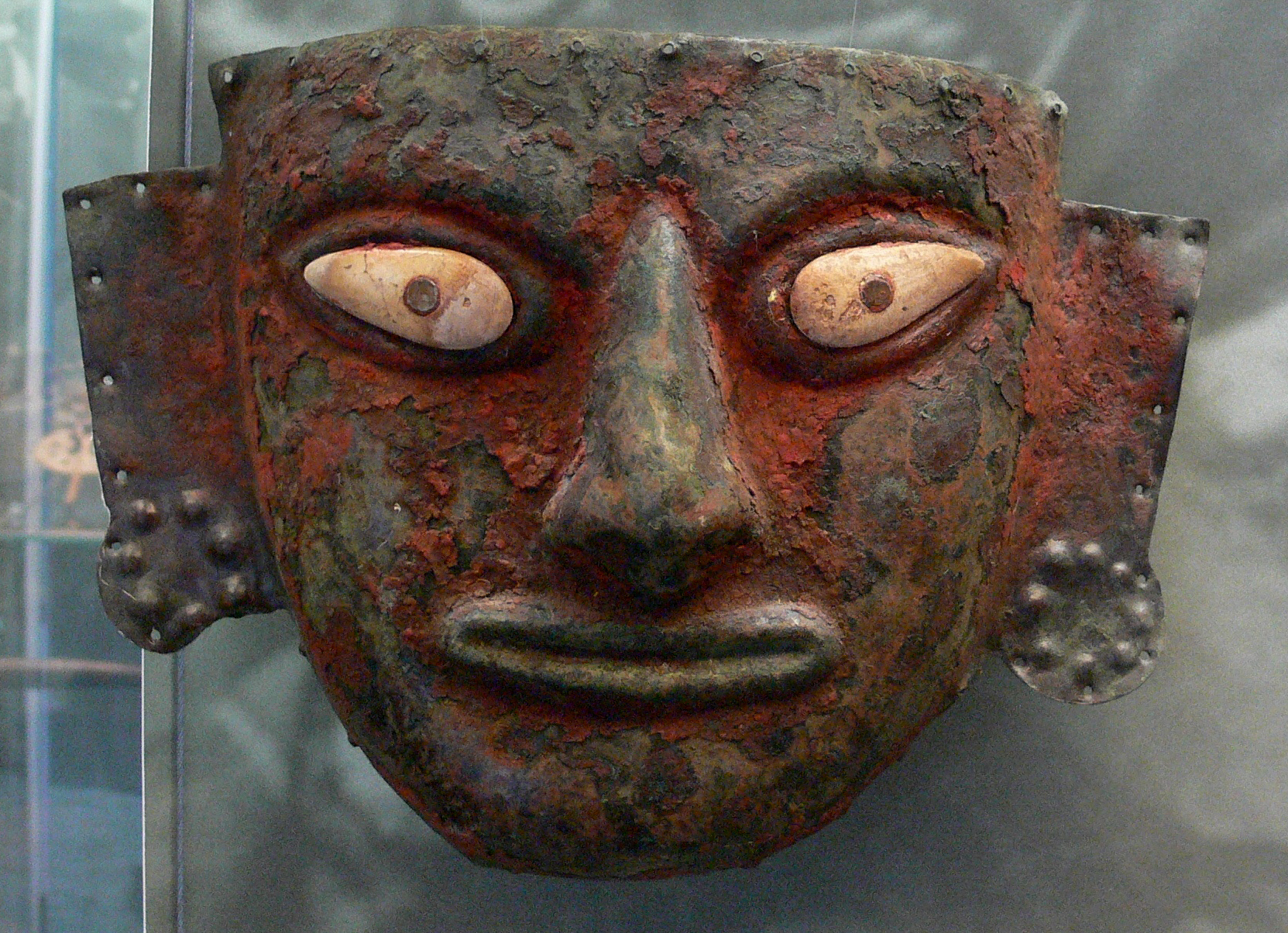
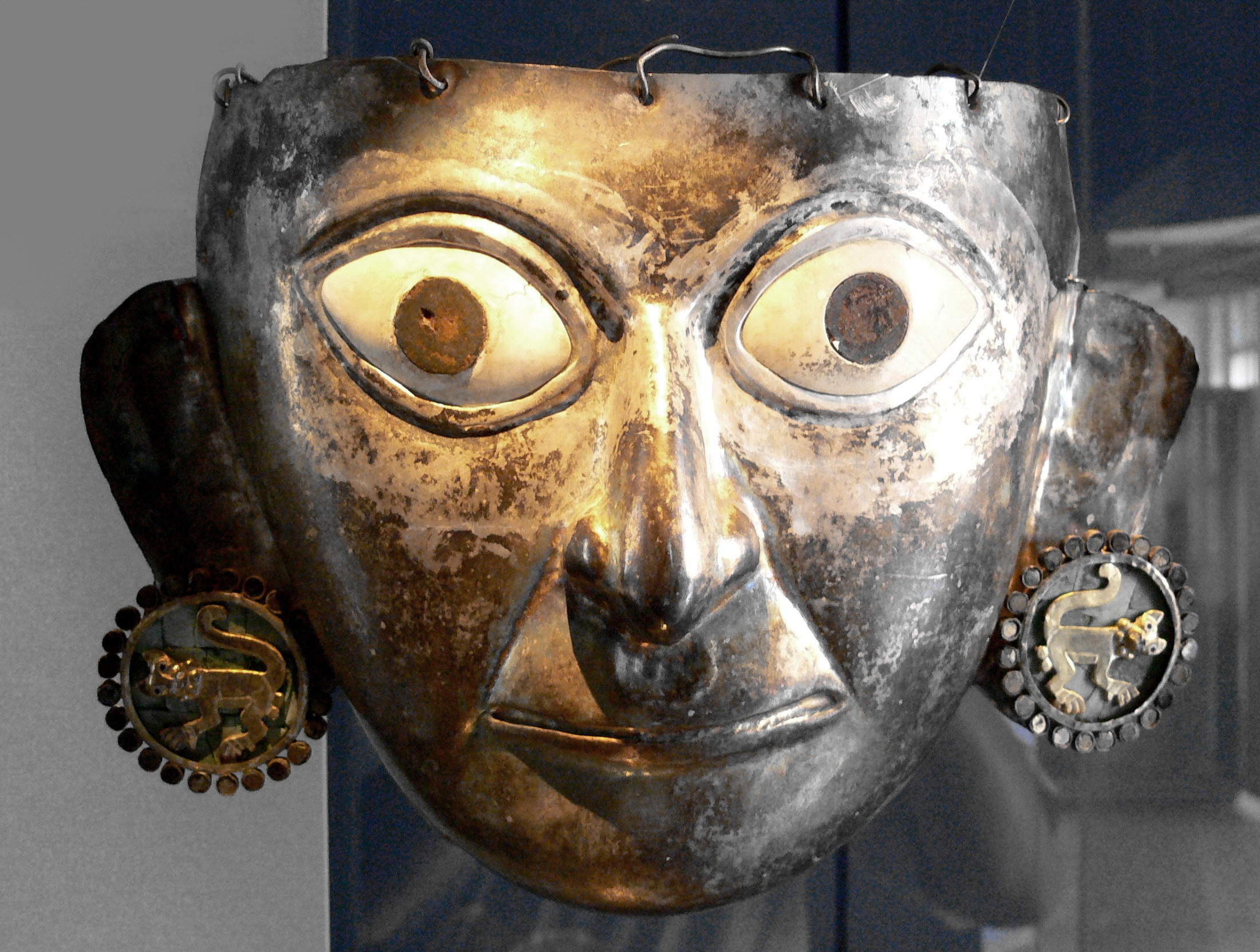
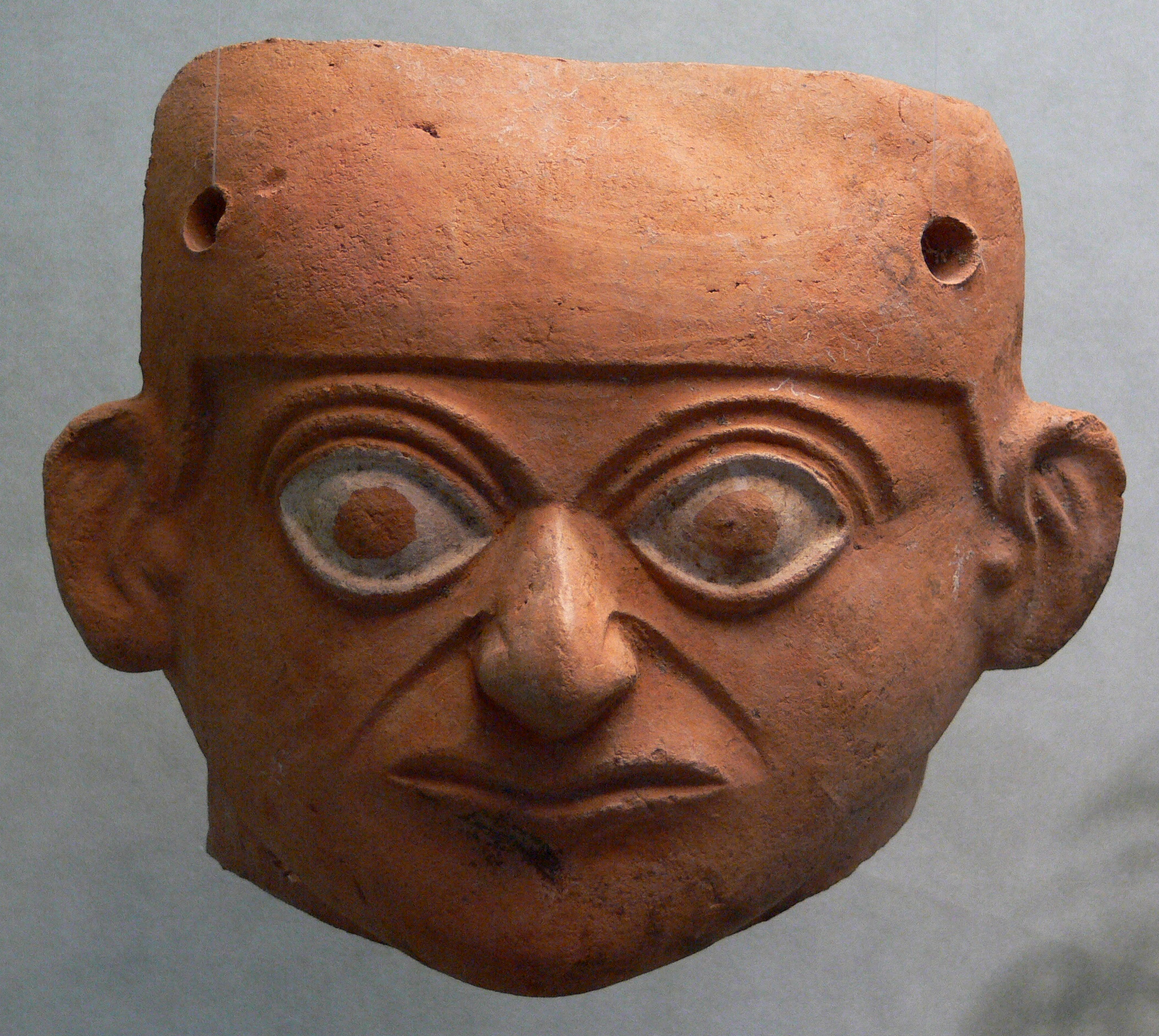
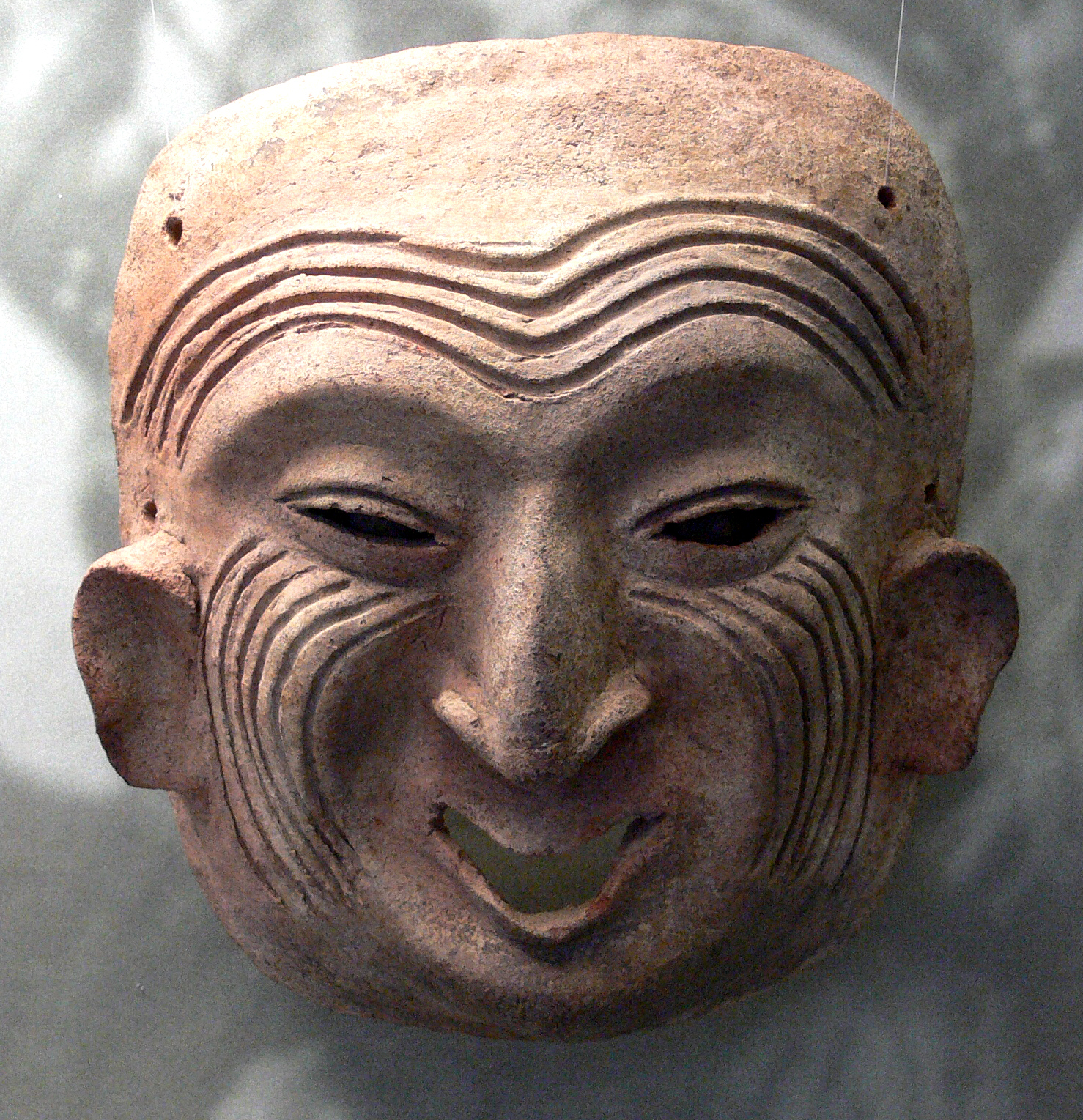
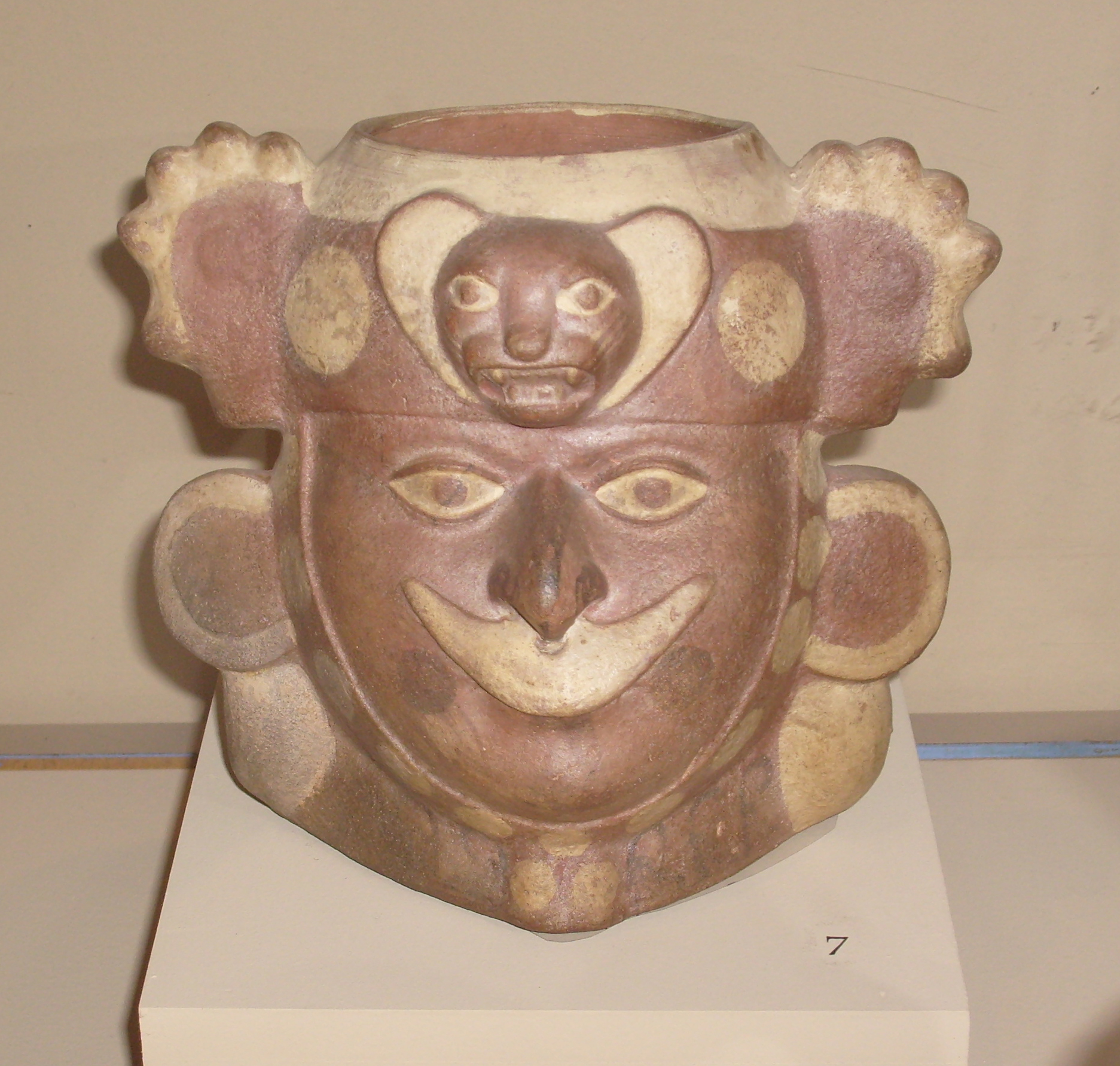

## В современной культуре
- Советский мультфильм «Легенды перуанских индейцев Мочика» (просмотр)